# Järnäsklubb
Järnäsklubb är en by på Järnäshalvöns sydspets i Nordmalings kommun. Den ligger vid Bottenhavet.

## Historia
På Christofer Stenklyfts karta över Ångermanland från 1676 återfinns namnet Jernäshamnen längst inne i den vik som senare kom att kallas för Klubbhamnen. I vikens utlopp låg då, precis som idag, Storklubben, som då skildes från fastlandet av ett brett sund.
Åtminstone från början av 1700-talet hade Järnäsbönder fiskestugor inne i denna vik. År 1780 skrev Abraham Abrahamsson Hülphers om Nordmalings socken: "Andre bekante hamnar äro Klubbhamn och Lillgowik. Fiskelägen i denne skärgård nämnas Långro udd, Klubben och Snöan, men utan Capell".
Under laga skifte (1901) flyttades många gårdar ut från bykärnan i Järnäs till bland annat Järnäsklubb och Kråken.
Byn hade sitt eget båtbyggeri fram till 1975. Senare startades ett nytt som fortsätter aktivt idag.

### Järnäs lotsplats

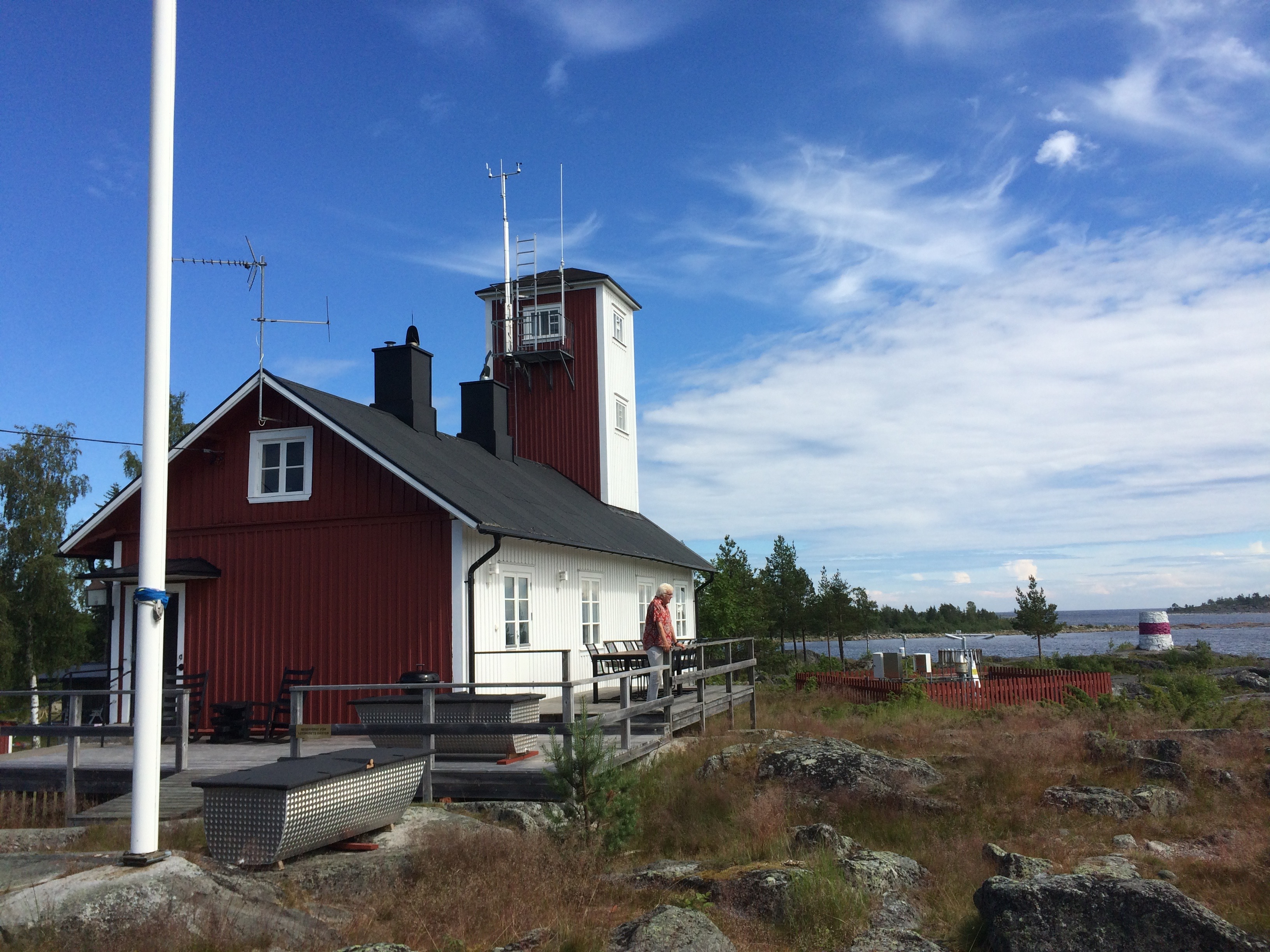
Lotsplats och väderstation i Järnäsklubb.

Järnäs lotsplats inrättades den 7 augusti 1725 genom att kommendör Nils Strömcrona, med stöd av amiralitetskollegiets instruktion, tillsatte fyra lotsar och en lotsdräng på platsen. Detta blev den första officiella lotsplatsen i Västerbottens län. Vid den här tiden rörde det sig om så kallade allmogelotsar för vilka lotsyrket var en bisyssla vid sidan av jordbruk och fiske.
Omkring 1820 byggdes en statlig lotsorganisation upp och kronolotsar tillsattes. 1833 byggdes en lotsstuga på Storklubben, ett hus som samtidigt fick fungera som sjömärke. Eftersom många av lotsningarna gällde Nordmalingsfjärden byggdes 1861 också en lotsstuga på Storbådan närmare farleden.
En ny lotsstuga på Storklubben uppfördes 1893. Den står fortfarande kvar och kallas för Lillstugan. 1904 flyttades också den stuga som stod på Storbådan till Storklubben, eftersom lotsarna hade fått tillgång till motordriven båt och snabbt kunde ta sig ut till farleden. Även denna stuga finns kvar och kallas idag för Storstugan.
Antalet lotsningar var till en början litet. Under 1800-talets första årtionden skedde färre än tio lotsningar per år. Sedan ökade antalet stadigt, för att under 1900-talet uppgå till 200–400 lotsningar per år. År 1966 lades Järnäs lotsplats ned.
I december 2011 förvärvade Järnäs nya Samfällighetsförening Järnäsklubbs lotsstuga (Storstugan) med tillhörande fastigheter. Sedan 2014 har denna hyrts ut till entreprenörer inom besöksnäring.

## Bebyggelse
SMHI har en väderstation vid lotsstugan i Järnäsklubb.